# Вил (Немачка)
Вил (њем. Wiehl) град је у њемачкој савезној држави Северна Рајна-Вестфалија. Једно је од 13 општинских средишта округа Обербергиш. Према процјени из 2010. у граду је живјело 25.953 становника. Посједује регионалну шифру (AGS) 5374048, NUTS (DEA2A) и LOCODE (DE WHL) код.

## Географски и демографски подаци
Вил се налази у савезној држави Северна Рајна-Вестфалија у округу Обербергиш. Град се налази на надморској висини од 191 метра. Површина општине износи 53,3 km². У самом граду је, према процјени из 2010. године, живјело 25.953 становника. Просјечна густина становништва износи 487 становника/km².

## Међународна сарадња
| Мјесто       | Држава    | Врста сарадње | Од    |
| ------------ | --------- | ------------- | ----- |
|              | Француска | партнерство   | 1993. |
| Јокнеам Елит | Израел    | партнерство   | 1991. |
| Извор        |           |               |       |